# Jonathan Eddolls
Jonathan Eddolls (Reino Unido; 1 de febrero de 1981) es un ingeniero británico de Fórmula 1. Actualmente es el jefe de ingeniería de pista en el equipo AlphaTauri.

## Carrera
Eddolls estudió ingeniería mecánica en la universidad, antes de obtener una pasantía de verano en Williams Racing. Impresionó mucho al equipo de Grove, por lo que se le ofreció un puesto de tiempo completo como ingeniero graduado donde rotaba entre departamentos. Finalmente Eddolls se centró en la ingeniería de datos y rendimiento y se convirtió en el ingeniero de datos de Rubens Barrichello en 2010 y 2011, y luego proporcionó el mismo rol a Bruno Senna. En 2013 fue ascendido a ingeniero de carrera de Valtteri Bottas y, aunque su primera temporada fue decepcionante, demostraron ser un gran equipo de 2014 a 2016, ya que Bottas registró múltiples podios y terminó entre los seis primeros tanto en 2014 como en 2015. En 2017, Eddolls pasó a la Scuderia Toro Rosso para buscar un nuevo desafío como jefe de ingeniería en la pista, un puesto que ocupa hoy cuando el equipo se convirtió en Scuderia AlphaTauri. Su función actual consiste en sacar el máximo rendimiento de ambos monoplazas en un fin de semana; trabajando en estrecha colaboración con los equipos de ingeniería en ambos lados del garaje AlphaTauri y los grupos de rendimiento en Faenza.